# Gare de Saint-Martin-du-Mont
Gare de Saint-Martin-du-Mont vasútállomás Franciaországban, Saint-Martin-du-Mont településen.

## Vasútvonalak
Az állomást az alábbi vasútvonalak érintik:
- Mâcon-Ambérieu-vasútvonal

## Kapcsolódó állomások
A vasútállomáshoz az alábbi állomások vannak a legközelebb:
- Gare de Pont-d'Ain
- Gare de Bourg-en-Bresse